# Cole Hauser
Cole Hauser, född 22 mars 1975 i Santa Barbara, Kalifornien, är en amerikansk skådespelare. Han är son till skådespelaren Wings Hauser och Cass Warner, vars morfar var Harry Warner, en av grundarna till Warner Brothers.

## Filmografi
- 1992 – Den inre kretsen
- 1993 – Dazed and Confused
- 1997 – Good Will Hunting
- 2000 – Pitch Black
- 2002 – Vit oleander
- 2003 – Tears of the Sun
- 2003 – 2 Fast 2 Furious
- 2004 – Paparazzi
- 2005 – Dirty
- 2005 – The Cave
- 2006 – The Break-Up
- 2007 – The Stone Angel
- 2008 – The Family That Preys
- 2008 – Tortured
- 2009 – Like Dandelion Dust
- 2013 – A Good Day to Die Hard
- 2013 – Olympus Has Fallen
- 2014 – Transcendence
- 2015 – Fast & Furious 7